# 东村镇 (富民县)
东村镇，是中华人民共和国云南省昆明市富民县下辖的一个镇。

## 行政区划
东村镇下辖以下地区：
东村、新庄村、杜朗村、乐在村、石桥村、祖库村和中民村。